# Liste der Bodendenkmale in Hirschstein
In der Liste der Bodendenkmale in Hirschstein sind die Bodendenkmale der Gemeinde Hirschstein und ihrer Ortsteile nach dem Stand der Auflistung von Harald Quietzsch und Heinz Jacob aus dem Jahr 1982 aufgelistet. Eventuelle Änderungen und Ergänzungen, insbesondere aus der Zeit nach der Wende, sind nicht berücksichtigt, da für Sachsen aktuell keine neueren allgemein zugänglichen Bodendenkmallisten vorliegen. Die Baudenkmale sind in der Liste der Kulturdenkmale in Hirschstein aufgeführt.
| Denkmal-ID | Fundart            | Ortsteil       | Bezeichnung                 | Zeitstellung    | Lage | Bemerkungen                                                                         | Bild |
| ---------- | ------------------ | -------------- | --------------------------- | --------------- | --- | ----------------------------------------------------------------------------------- | ---- |
| ?          | besonderer Stein   | Boritz         | Steinkreuz                  | Spätmittelalter | nordnordwestlich des Orts, westlich an der Straße nach Schänitz                                                                | Schutz seit 6. Juni 1973                                                            |      |
| ?          | Befestigung > Burg | Neuhirschstein | Wallanlage                  | Slawenzeit      | nördlich des Orts im Wald, an der Gemarkungsgrenze mit Althirschstein, Hochufer der Elbe                                       | Ringwall als Kantenbefestigung, Schutz seit 7. Mai 1934, erneuert 12. November 1957 |      |
| ?          | Befestigung > Burg | Neuhirschstein | Wehranlage „Neuhirschstein“ | Mittelalter     | im Ort, südlicher Gutsbereich, Bergsporn über der Elbe                                                                         | Spornburg, durch Schloss überbaut und verändert Schutz seit 6. Juni 1973            |      |
| ?          | Befestigung > Burg | Neuhirschstein | Wehranlage „Althirschstein“ | Mittelalter     | nördlich des Orts im Wald, südsüdöstlich von Althirschstein und des slawischen Ringwalls, Felsklippe auf dem Hochufer der Elbe | Felsenburg mit Abschnittsgraben                                                     |      |